# Субальпийская республика
Субальпи́йская респу́блика (итал. Repubblica Subalpina, фр. République subalpine) — марионеточная дочерняя республика Франции, существовавшая на территории Пьемонта с 16 июня 1800 по 11 сентября 1802 года. После её ликвидации Пьемонт был присоединён к Франции.

## История
В течение революционных войн 1790-х годов значительная часть Италии оказалась в руках французов, которые создали на её территории несколько марионеточных дочерних республик. 10 декабря 1798 года в Турине было провозглашено создание Пьемонтской республики, однако уже через 7 месяцев объединённые войска Австрии, Великобритании и России заняли город и ликвидировали её.
После победы Наполеона Бонапарта при Маренго 14 июня 1800 года Пьемонт снова оказался в руках французов, и 27 июня республика была воссоздана под названием Субальпийской республики.
В течение первых полугода после образования республики (с 27 июня по 24 декабря 1800 года) в её главе находилось временная администрация в составе: Филиппо Авогардо, граф Кваренги и Черрето (итал. Filippo Avogardo, conte di Quarenga e Cerreto, до 4 октября 1800), Инноченцо Маурицио Баудиссон (Innocenzo Maurizio Baudisson, до 4 октября 1800), Уго Боттоне, граф Кастелламонте (Ugo Bottone, conte di Castellamonte, до 4 октября 1800), Франческо Брайда (итал. Francesco Brayda), Джузеппе Кавалли, граф Оливолы (Giuseppe Cavalli, conte di Olivola, до 4 октября 1800), Пьетро Гаэтано Галли, граф Лодджи (Pietro Gaetano Galli, conte della Loggia), Стефано Джованни Роччи (Stefano Giovanni Rocci, до 4 октября 1800).
С 24 декабря 1800 по 19 апреля 1801 года республику возглавляла исполнительная комиссия в составе: Джузеппе Карло Аурелио ди Сант’Анджело (итал. Giuseppe Carlo Aurelio di Sant'Angelo), Карло Стефано Джулио Carlo Stefano Giulio) и Карло Джузеппе Гульельмо Ботта (Carlo Giuseppe Guglielmo Botta).
С 20 апреля 1801 по 11 сентября 1802 года власть осуществлялась непосредственно французским главнокомандующим Жаном-Батистом Журданом.
11 сентября 1802 года территория ликвидированной республики была присоединена к Франции, на её месте были образованы шесть департаментов: Дора, Маренго, По, Сезия, Стура и Танаро, просуществовавших в составе Франции вплоть до отречения Наполеона в 1814 году.

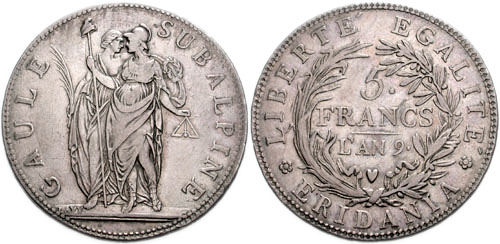
5 франков Субальпийской республики

От республики сохранилась серебряная монета достоинством в 5 франков.